# 高家岭镇
高家岭镇，是中华人民共和国江西省上饶市鄱阳县下辖的一个乡镇级行政单位。

## 行政区划
高家岭镇下辖以下地区：
五十里岗村、牛马坦村、积谷村、大塘村、韩山村、包丰村、官庄村、龙岭村、大宗村、内湖村、车廊村、汪岭村、站前村、芦埠村、双岭村、程塘村和董红村。

## 风景名胜
明朝藩王淮靖王朱瞻墺的陵园位于高家岭镇韩山村。